# Ettore De Maria Bergler
Ettore De Maria Bergler (Nápoles, 25 de diciembre de 1850 – Palermo, 28 de febrero de 1938) fue un pintor italiano, considerado el más importante exponente de la pintura modernista palermitana de principios del siglo XX.

## Biografía
Hijo del intendente siciliano Lorenzo De Maria y de la vienesa Vittoria Bergler, fue alumno de Antonino Leto y de Francesco Lojacono. En 1875 realiza su primera muestra en Palermo. Se especializó en obras paisajísticas y naturalistas de ambientes sicilianos y fue considerado entre los más importantes pintores de paisajes del siglo XIX. Famosos son sus retratos de Delia y Norina Whitaker y de la aristócrata y socialité Franca Florio.

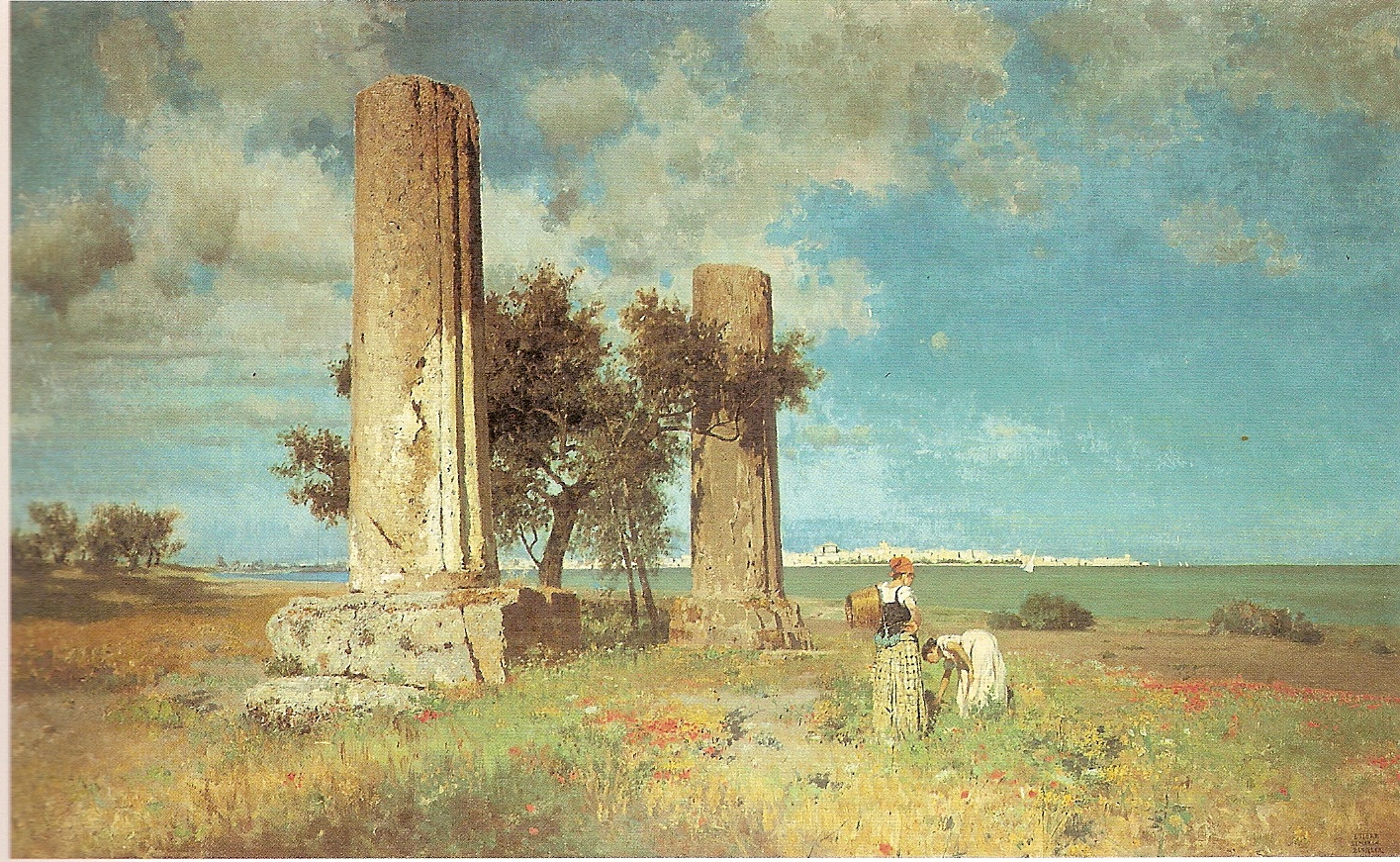
Un cuadro de Ettore De Maria Bergler del 1891; Ruinas del Templo de Júpiter de Siracusa

Influido por el modernismo (en italiano conocido como Stilo Liberty o Floreale), en Palermo realiza frescos para la Villa Whitaker, y el palco real del Teatro Massimo por encargo del arquitecto Ernesto Basile entre 1899 y 1900. En 1908 realiza frescos con temática floral para los salones del Grand Hotel Villa Igieia, considerados un símbolo del Stilo Liberty en Italia. Participó en diversas ediciones de la Bienal de Venecia, exponiendo objetos decorativos y mobiliario ejecutados por Vittorio Ducrot sobre diseños de Ernesto Basile, conformando ellos tres una intensa colaboración a lo largo de sus respectivas carreras en Palermo. A él se le atribuyen las decoraciones del barco a vapor "Dux" y de los transatlánticos "Roma", "Caio Duilio", y "Giulio Cesare".
De 1913 a 1931 enseñó pintura figurativa en la Academia de Bellas Artes de Palermo. Fue maestro de Michele Dixitdomino. En los años veinte volvió a los temas pictóricos típicos del paisaje.

## Obras
- 1890c., Ruinas del Templo de Júpiter en Siracusa, pintura, obra custodiada en la Sala de los Paisajes Sicilianos del Palazzo dei Normanni de Palermo.

## Exposiciones
- 1883 Exposición de Bellas Artes de Roma
- 1884 Muestra de Bellas Artes de Turín
- 1884 Exposición de Bellas Artes de Milán
- 1891 Exposición Nacional de Palermo
- 1896 Exposición Artística Sarda de Sassari
- 1901 IV Exposición Internacional de Arte de Venecia
- 1905 VI Exposición Internacional de Arte de Venecia
- 1909 VIII Exposición Internacional de Arte de Venecia
- 1917 II Exposición Italiana de Arte de Palermo